# Csénye, Vas
Csénye  este un sat în districtul Sárvár, județul Vas, Ungaria, având o populație de 710 locuitori (2011). 

## Demografie
Componența etnică a satului Csénye
     Maghiari (98,96%)
     Germani (1,04%)
Componența confesională a satului Csénye
     Romano-catolici (64,08%)
     Fără religie (2,54%)
     Luterani (1,83%)
     Necunoscută (30,14%)
     Alte religii (2,82%)
Conform recensământului din 2011, satul Csénye avea 710 locuitori. Din punct de vedere etnic, majoritatea locuitorilor (98,96%) erau maghiari, cu o minoritate de germani (1,04%).  Din punct de vedere confesional, majoritatea locuitorilor (64,08%) erau romano-catolici, existând și minorități de persoane fără religie (2,54%) și luterani (1,83%). Pentru 30,14% din locuitori nu este cunoscută apartenența confesională.